# Christian Rathner

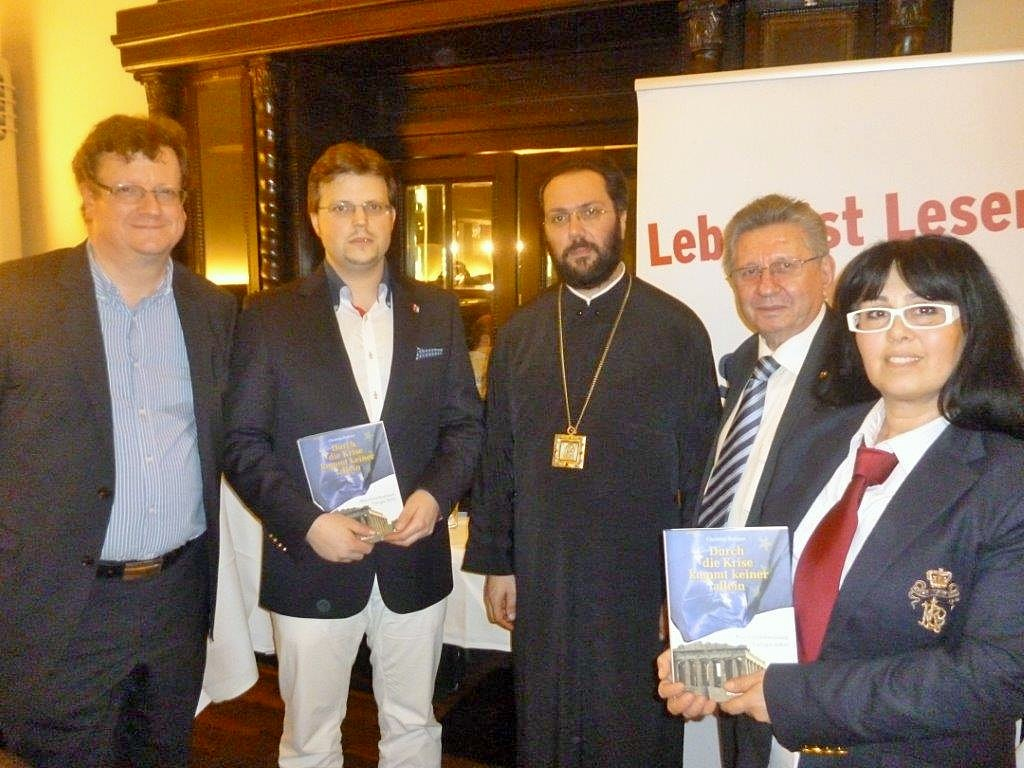
Buchpräsentation "Durch die Krise kommt keiner allein. Was Griechenland Europa lehrt". Christian Rathner, Matthias Laurenz Gräff, Metropolit Arsenios von Austria, Charilaos Zikos, Georgia Kazantzidu (2014)

Christian Rathner (* 1961 in Grieskirchen in Oberösterreich) ist ein österreichischer Fernsehjournalist und Buchautor.

## Leben
Nach der Matura in Wels und Studien in Wien und Leningrad (katholische Theologie und Slawistik) arbeitete Rathner als Bildungsreferent im Bildungshaus der Jesuiten in Wien-Lainz, dem heutigen Kardinal-König-Haus. Seit 1992 ist er Religionsjournalist bei der Hauptabteilung Religion im ORF-Fernsehen. Er gestaltet Magazinbeiträge für das Religionsmagazin Orientierung und Fernsehdokumentationen für die Sendung am Dienstagabend Kreuz und quer.

## Auszeichnungen
- 2013: Fernsehpreis der Österreichischen Erwachsenenbildung in der Sparte Dokumentation für Sag mir, wo die Mädchen sind[1]

## Fernsehdokumentationen (Auszug)
- Falls ich Papst werden sollte mit Adolf Holl (1999)
- Töten für Allah. Religiöse Gründe des Terrorismus (2005)
- Starke Töchter Gottes. Die Wiener Barmherzigen Schwestern (2007) – ausgezeichnet mit einem Prälat-Leopold-Ungar-Anerkennungspreis 2007
- „Der Charme Allahs“. Warum Menschen zum Islam wechseln (2008)
- Moskauer Mächte. Russisch-orthodoxe Christen zwischen Thron und Altar (2008)
- Warum lässt Gott uns leiden? (2008)
- Der Traum vom christlichen Staat. Katholische Kirche zwischen Republik und Anschluss (2009)
- Helfende Hände in Athen (2012) – ausgezeichnet mit einem Prälat-Lepold-Ungar-Anerkennungspreis 2013[2]
- Sag mir, wo die Mädchen sind über die Tötung weiblicher Föten und Kinder in Indien (2013) – ausgezeichnet mit dem Fernsehpreis der österreichischen Erwachsenenbildung[3]
- Israel: Sorge um die Zukunft 2014
- Abenteuer Mission über katholische Missionare aus Österreich in Kamerun, Peru und Brasilien (2015)

## Bücher
Im Herbst 2013 erschien im Verlag Styria premium Rathners erstes Buch, Durch die Krise kommt keiner allein. Was Griechenland Europa lehrt eine Auseinandersetzung mit den Folgen der Griechischen Staatsschuldenkrise. Im Frühjahr 2015 folgte im selben Verlag Der Brunnen von Epanosifi ein Buch über die Insel Kreta. Drei in der Hauptstadt Iraklio geborene Kreter stehen im Zentrum: der Maler Domínikos Theotokópoulos (El Greco), der Schriftsteller Nikos Kazantzakis und der griechisch-orthodoxe Metropolit von Österreich, Arsenios Kardamakis, Mönch des Klosters Epanosifi.